# Суворово (Кировская область)
Суворово — деревня в Уржумском районе Кировской области в составе Петровского сельского поселения.

## География
Находится в правобережье Вятки на левом берегу реки Буй на расстоянии примерно 20 километров на север от районного центра города Уржум.

## История
Известна с 1748 года, когда в ней было учтено 113 душ мужского пола. В 1873 году учтено дворов 35 и жителей 324, в 1905 42 и 132, в 1926 42 и 267, в 1950 52 и 209, в 1989 230 жителей.

## Население
Постоянное население составляло 5 человек (русские 100 %) в 2002 году, 2 в 2010.

## Археология
В 1,5 км к западу от деревни Суворово находится Суворовский могильник, относящийся к азелинской культуре III—V веков. Из Суворовского могильника получено 4 мужских, 1 женский и 2 черепа подростков.